# Marquisat de Fosdinovo
Le marquisat de Fosdinovo était un fief impérial du Saint-Empire romain germanique situé en Lunigiana, gouverné par une branche de la Malaspina dello Spino Fiorito de 1355 à 1797. Outre Fosdinovo (province de Massa-Carrara, siège du marquis souverain, elle comprenait de nombreux villages, dont : Gragnola, Canepari, Carignano, Posterla, Ponzanello, Marciaso, Giucano, Pulica, Cortila, Viano et Castel dell'Aquila.

## Histoire
C'est l'empereur Charles IV de Luxembourg, en voyage à Rome, qui conféra le rang de marquis, en 1355, aux héritiers de Spinetta Malaspina (it) (premier seigneur de Fosdinovo, 1340-1352) : Gabriele, Guglielmo et Galeotto Malaspina. 
Le territoire, jusqu'à ce moment, appartenait aux évêques de Luni : occupé de 1317 à 1328 par le seigneur de Lucques Castruccio Castracani. Ce fut Spinetta qui le reconquit, en posant les bases, également avec l'agrandissement du puissant château. L'investiture de l'empereur a également sanctionné le transfert du siège du vicaire impérial de San Miniato (conquis au XIVe siècle par Florence) à Fosdinovo, la Famille Malaspina assumant la position héréditaire jusqu'à la fin de l'Ancien Régime.

## Marquis de Fosdivino
- Spinetta Malaspina (1340-1352)
- Galeotto I Malaspina (1352-1367)
- Gabriele I Malaspina (1367-1390)
- Spinetta II Malaspina (1393-1398)
- Antonio Alberico I Malaspina (1398-1445)
- Giacomo I Malaspina (1445-1467)
- Gabriele II Malaspina (1467-1508)
- Lorenzo Malaspina (1508-1533)
- Galeotto II Malaspina (1508-1533)
- Giuseppe Malaspina (1533-1565)
- Andrea Malaspina (1565-1610)
- Giacomo II Malaspina (1610-1663)
- Pasquale Malapina (1663-1669)
- Ippolito Malaspina (1669-1671)
- Carlo Francesco Agostino Malaspina (1671-1722)
- Gabriele III Malaspina (1722-1758)
- Carlo Emanuele Malaspina (1758-1797)

Carlo Emanuele fut le dernier marquis souverain. À la suite de la suppression du Saint-Empire romain germanique par l'empereur François II le 6 août 1806 et à la fin de la domination napoléonienne, l'art. 98 de l'acte final du Congrès de Vienne établit l'attribution des anciens fiefs impériaux de Lunigiana, y compris Fosdinovo, au duché de Massa et Carrare restaurée, à Marie-Béatrice d'Este qui les céda cependant presque immédiatement (avec convention du 20 décembre 1815), à son fils et héritier François IV de Modène.  Ainsi leur incorporation dans le duché de Modène et Reggio fut déterminée et Fosdinovo fut choisie comme capitale de la famille Lunigiana Este.

## Sources
- (it) Cet article est partiellement ou en totalité issu de l’article de Wikipédia en italien intitulé « Marchesato di Fosdinovo » (voir la liste des auteurs).

- (it) Cet article est partiellement ou en totalité issu de l’article de Wikipédia en italien intitulé « Marchesi di Fosdinovo » (voir la liste des auteurs).